# Damernas bom i gymnastik vid olympiska sommarspelen 1976
Damernas bom i gymnastik vid olympiska sommarspelen 1976 avgjordes den 18-22 juli i Montreal Forum.

## Medaljörer
| Gren         | Guld                    | Silver                    | Brons                      |
| Damernas bom | Nadia Comăneci Rumänien | Olga Korbut Sovjetunionen | Teodora Ungureanu Rumänien |

## Resultat

### Final
| Placering | Gymnast                     | C     | O      | Kval  | Final  | Totalt |
| --------- | --------------------------- | ----- | ------ | ----- | ------ | ------ |
|           | Nadia Comăneci (ROU)        | 9,900 | 10,000 | 9,950 | 10,000 | 19,950 |
|           | Olga Korbut (URS)           | 9,800 | 9,850  | 9,825 | 9,900  | 19,725 |
|           | Teodora Ungureanu (ROU)     | 9,750 | 9,850  | 9,800 | 9,900  | 19,700 |
| 4         | Ljudmilla Turisjtjeva (URS) | 9,400 | 9,850  | 9,625 | 9,850  | 19,475 |
| 5         | Angelika Hellmann (GDR)     | 9,500 | 9,600  | 9,550 | 9,900  | 19,450 |
| 6         | Gitta Escher (GDR)          | 9,500 | 9,650  | 9,575 | 9,700  | 19,275 |